# Bishweshwar Prasad Koirala
Bishweshwar Prasad Koirala (sau Viśveśvarprasād Koirāla, în nepaleză:  विश्वेश्वर प्रसाद कोइराला, n. 8 septembrie 1914 - d. 21 iulie 1982) a fost om politic și scriitor nepalez.
A fost premier al țării în perioada 1959 - 1960.

## Biografie

### Familia
Doi dintre frații săi au fost de asemenea prim-miniștri ai țării:
- Matrika Prasad Koirala (1912 - 1997), premier în perioadele: 1951 - 1952, 1953 - 1955;
- Girija Prasad Koirala (n. 1925), în funcție în perioadele: 1991 - 1994, 1998 - 1999 și din 2006 până în prezent.

Nepoata sa, Manisha Koirala, este actriță, realizatoare și producătoare la Bollywood, fostă ambasadoare intinerantă a Fondului Națiunilor Unite pentru Populație.

### Viața politică
Și-a început cariera politică ca membru al Congresului Național Indian.
După dobândirea independenței Indiei (în 1947), înființează Partidul Congresului Nepalez (Nepali Congress Party - NCP), partid care obține victoria la alegerile din 1959 și astfel Koirala devine premier al Nepalului.
Eforturile sale de a introduce monarhia constituțională se lovesc de ostilitatea regelui Mahendra care în anul următor îl determină să demisioneze.
Ulterior, Koirala este arestat (în perioada 1960 - 1968) și abia către sfârșitul vieții obține reabilitarea.
La funeraliile sale au participat aproape o jumătate de milion de persoane.

## Opera literară
A fost unul dintre scriitori cei mai reprezentativi ai litearaturii nepaleze contemporane.
Scrierile sale, influențate de Maupassant și Cehov, precum și de  psihanaliza freudiană, se remarcă prin acțiunea condusă cu abilitate și motivarea psihologică a reacțiilor individuale ale personajelor.

### Scrieri
- 1942: Buchet de povestiri ("Kathā-kusum")
- 1949: Ochelarii vinovați ("Doṣī, caśmā").

1. ↑   https://thehimalayantimes.com/kathmandu/obituary-sushila-koirala-a-ae%cb%9ccourteousae-lady-who-was-also-ae%cb%9cbeautifulae Lipsește sau este vid: |title= (ajutor)
2. ↑  Autoritatea BnF, accesat în 10 octombrie 2015